# Eriborus loculosus
Eriborus loculosus är en stekelart som först beskrevs av Joseph Vachal 1907.  Eriborus loculosus ingår i släktet Eriborus och familjen brokparasitsteklar. Inga underarter finns listade i Catalogue of Life.